# سيتاتوزوماب بوغاتوكس
سيتاتوزوماب بوغاتوكس هو جسم مضاد وحيد النسيلة ما زال في مرحلة التجارب قبل السريرية. من المفترض استخدامه في علاج سرطان المبيض والأورام الصلبة.